# Cercopitecinis
Els cercopitecinis (Cercopithecini) són una tribu de micos del Nou Món que inclou diverses espècies de micos, com ara les mones verdes, els talapoins i els cercopitecs (tots a Àfrica).

## Classificació
- FAMÍLIA CERCOPITHECIDAE
  - Subfamília Cercopithecinae
    - Tribu Cercopithecini
      - Gènere Allenopithecus
      - Gènere Miopithecus
      - Gènere Erythrocebus
      - Gènere Chlorocebus
      - Gènere Cercopithecus

    - Tribu Papionini

  - Subfamília Colobinae